# Бока д'Енца
Бока д'Енца (итал. Bocca d'Enza) је насеље у Италији у округу Парма, региону Емилија-Ромања.
Према процени из 2011. у насељу је живело 126 становника. Насеље се налази на надморској висини од 24 м.